# William Ignberg Nilsson
Odd William Ignberg Nilsson, född 18 maj 2001, är en svensk professionell ishockeyspelare som spelar för HV71 i SHL.
Hans far Odd Nilsson spelade ishockey och representerade bland annat AIK på 80- och 90-talet.